# Paractocharis
Paractocharis is een geslacht van kevers uit de familie van de kortschildkevers (Staphylinidae).

## Soorten
- Paractocharis deharvengi Pace, 1990
- Paractocharis fucicola Cameron, 1917
- Paractocharis orousseti Pace, 1990